# Crosstraining
Als Crosstraining (auch: Cross-Training) im Bereich des Sports bezeichnet man das gleichzeitige Training in verschiedenen Sportarten, die sich hinsichtlich einer bestimmten Zielsetzung ergänzen sollen. Eine häufige Zielsetzung beim Crosstraining ist die gleichmäßige Kräftigung möglichst vieler Muskelgruppen (beispielsweise durch Kombination der Sportarten Rudern und Joggen) oder die gleichmäßige Verbesserung der Eigenschaften Ausdauer und Maximalkraft. Andere Zielsetzungen sind die Steigerung der Leistungsfähigkeit in einer speziellen Sportart oder die Motivation eines Leistungssportlers bei Erfüllung eines Trainingsplans. 

## Crosstraining im Kampfsport
Eine häufige Form des Crosstrainings im Bereich des Kampfsports bzw. der Kampfkunst (hier häufig Crossfight genannt) besteht aus der Kombination eines Kampfstils, der Schlag- und Tritttechniken im Standkampf betont (beispielsweise Muay Thai), mit einem weiteren Kampfstil, der hauptsächlich ringerische Elemente und den Kampf am Boden beinhaltet (beispielsweise Luta Livre). Auch Stile, die den Umgang mit Waffen betonen (beispielsweise Escrima), werden häufig in ein Crosstraining integriert. Ziel dieser Art des Crosstrainings ist, auf möglichst viele potentielle Situationen einer physischen Auseinandersetzung vorbereitet zu sein.